# Іванівська сільська рада (Теребовлянський район)
Іва́нівська сільська́ ра́да — адміністративно-територіальна одиниця та орган місцевого самоврядування в Теребовлянському районі Тернопільської області. Адміністративний центр — село Іванівка.

## Загальні відомості
- Іванівська сільська рада утворена в 1939 році.
- Територія ради: 5,097 км²
- Населення ради: 1 737 осіб (станом на 2001 рік)

## Населені пункти
Сільській раді були підпорядковані населені пункти:
- с. Іванівка
- с. Лозівка

## Склад ради
Рада складалася з 16 депутатів та голови.
- Голова ради: Шафранович Руслан Васильович
- Секретар ради: Гайданка Леся Іванівна

### Керівний склад попередніх скликань
| Прізвище, ім'я, по батькові       | Основні відомості                                                                     | Дата обрання | Дата звільнення |
| --------------------------------- | ------------------------------------------------------------------------------------- | ------------ | --------------- |
| Серединський Володимир Михайлович | Сільський голова, 1959 року народження, член Всеукраїнського об'єднання «Батьківщина» | 26.03.2006   | 31.10.2010      |
| Пухаль Петро Михайлович           | Сільський голова, 1959 року народження, освіта середня загальна, безпартійний         | 31.10.2010   |                 |

Примітка: таблиця складена за даними сайту Верховної Ради України

### Депутати
За результатами місцевих виборів 2010 року депутатами ради стали:

#### За суб'єктами висування
| Суб'єкт висування | Кількість обраних депутатів | %   |
| ----------------- | --------------------------- | --- |
| Самовисування     | 16                          | 100 |

#### За округами
| № округу | Прізвище, ім'я, по батькові  | Дата визнання обраним | Освіта             | Партійна приналежність                        | Відомості про обраного депутата                              |
| -------- | ---------------------------- | --------------------- | ------------------ | --------------------------------------------- | ------------------------------------------------------------ |
| 1        | Білик Софія Юріївна          | 01.11.2010            | вища               | позапартійна                                  | ПОП «Іванівське», бригадир                                   |
| 2        | Сівіцький Ігор Іванович      | 01.11.2010            | вища               | позапартійний                                 | ПОП «Іванівське», електрик                                   |
| 3        | Палюх Володимир Павлович     | 01.11.2010            | середня спеціальна | позапартійний                                 |                                                              |
| 4        | Квасниця Василь Іванович     | 01.11.2010            | середня спеціальна | позапартійний                                 | ПОП «Іванівське», електрик                                   |
| 5        | Гайданка Леся Іванівна       | 01.11.2010            | вища               | позапартійна                                  | Іванівська сільська рада, секретар                           |
| 6        | Гуменюк Марія Антонівна      | 01.11.2010            | вища               | позапартійна                                  | Амбулаторія загальної практики — сімейної медицини, фельдшер |
| 7        | Хоптій Василь Степанович     | 01.11.2010            | середня спеціальна | позапартійний                                 |                                                              |
| 8        | Сеньків Іван Андрійович      | 01.11.2010            | вища               | член Всеукраїнського об'єднання «Батьківщина» | НВК «Іванівська загальноосвітня школа І-ІІІ ст.», вчитель    |
| 9        | Вівчар Світлана Михайлівна   | 01.11.2010            | середня спеціальна | позапартійна                                  | тимчасово не працює                                          |
| 10       | Бохнак Іван Михайлович       | 01.11.2010            | вища               | позапартійний                                 | ПОП «Іванівське», бригадир                                   |
| 11       | Вівчар Микола Степанович     | 01.11.2010            | середня            | позапартійний                                 | ПОП «Іванівське», водій                                      |
| 12       | Тулов Віктор Олександрович   | 01.11.2010            | середня            | позапартійний                                 | ПОП «Іванівське», різноробочий                               |
| 13       | Попко Ярослав Іванович       | 01.11.2010            | середня            | позапартійний                                 | ПОП «Іванівське», слюсар                                     |
| 14       | Корчинський Йосип Михайлович | 01.11.2010            | середня            | позапартійний                                 | приватний підприємець, ветлікар                              |
| 15       | Баран Іван Михайлович        | 01.11.2010            | середня            | позапартійний                                 | СВАТ «Мшанецьке», кормовоз                                   |
| 16       | Гайданка Іван Михайлович     | 01.11.2010            | вища               | позапартійний                                 | тимчасово не працює                                          |